# Coelorinchus amirantensis
Coelorinchus amirantensis är en fiskart som beskrevs av Iwamoto, Golani, Baranes och Goren 2006. Coelorinchus amirantensis ingår i släktet Coelorinchus och familjen skolästfiskar. Inga underarter finns listade i Catalogue of Life.